# Філософсько-соціологічний факультет Університету Марії Кюрі-Склодовської
Філософсько-соціологічний факультет Університету Марії Кюрі-Склодовської – один з одинадцяти факультетів Університету Марії Кюрі-Склодовської у Любліні. Створено в 1990 році.

## Дослідження
Дослідження, що проводяться в Інституті філософії, концентруються довкола таких проблем: питання раціональності в філософії і науці, питання етичних цінностей у сучасній філософії, питання метафізичної традиції в новітній і сучасній філософії, концепції свідомості в філософії Сходу, співвідношення містика і філософа, суспільної філософії та філософії виховання, філософії і антропології культури, комунікації і політики, психофізичних проблем, питання естетики та мистецтва в контексті дилем сучасної культури, а також мови, логіки, інформації, філософії науки, когнітивістики і штучного інтелекту.
Студенти і докторанти Інституту філософії беруть участь у численних наукових гуртках, серед яких науковий гурток Episteme, науковий гурток естетів, гурток когнітивістики, кінематографічний гурток, студентський науковий гурток філософів культури, а також студентська ініціатива «Koło Tańczących Filozofów (Гурток танцюючих філософів)».
Інститут соціології проводить дослідження у сфері: модернізації структур суспільного життя (мікро-, мезо- і макросуспільних) в різних вимірах, наслідків сучасних суспільно-економічних змін, діагностики соціальних, охорони здоров’я, освітніх дій, стану здоров’я та якості життя польського народу, зіткнення культур і самоідентифікацій в Центрально-Східній Європі, суспільно-економічної діагностики регіонів Східної Польщі, методологічних викликів сучасної соціології та міграції.

## Структура
- Інститут філософії
  - Кафедра антропології культури та соціальної філософії
  - Кафедра естетики
  - Кафедра етики
  - Кафедра історії філософії нового часу та сучасної філософії
  - Кафедра логіки та когнітивної науки
  - Кафедра онтології та епістемології
  - Кафедра релігієзнавства та давньої філософії

- Інститут соціології
  - Кафедра загальної соціології та досліджень міграції
  - Кафедра соціології медицини та сім'ї
  - Кафедра соціології культури та освіти
  - Кафедра соціології села та міста
  - Кафедра соціології економіки та організації
  - Кафедра соціальних макроструктур
  - Лабораторія методів дослідження[2]

## Сфери навчання
- Філософія (бакалаврат та магістратура)
- Соціологія (бакалаврат та магістратура)
- Європеїстика (бакалаврат та магістратура)
- Когнітивна наука (бакалаврат та магістратура)
- Соціальна креативність (бакалаврат)
- Управління в публічних політиках (бакалаврат)

## Керівництво
- Декан:  - проф. Анджей Островский
- Заступник декана: проф. Уршуля Кусйо
- Заступник декана: проф. Анджей Новаковский[3]